# Serres de Llevant
Les Serres de Llevant o Serra de Llevant és una alineació muntanyosa de Mallorca orientada de nord nord-est (Cap de Ferrutx) a sud sud-oest (cap de Ses Salines), que es prolonga per l'arxipèlag de Cabrera i constitueix l'extrem septentrional emergit de la Serralada Subbètica.

## Morfologia
Morfològicament es poden distingir tres sectors: el massís d'Artà, la serra de Calicant i el sector de Felanitx, a més de la plataforma costanera.
- El massís d'Artà és el sector més robust i compacte, forma la península de Llevant o d'Artà, entre la punta de n'Amer, la punta de Capdepera i el Cap de Ferrutx. La principal elevació és sa Talaia Freda (561 m), però també hi trobam altres elevacions importants com el Bec de Ferrutx (522 m), el puig d'en Xoroi (489 m), el Puig des Porrassar (481 m), el puig de sa Tudossa (444 m), el puig de sa Talaia Morella (432 m).
- La serra de Calicant té com a elevacions principals el puig de Calicant (473 m), es telègraf (418 m) i el puig d'en Sard (413 m).[1]
- El sector de Felanitx (entre Manacor i Santanyí) és discontinu i més baix. Els principals cims d'aquest sector són el puig de Sant Salvador (510 m), el puig de s'Envestida (421 m), el puig de Santueri (390 m) i el puig del Fangar (319 m).[2]
- La plataforma costanera és una plataforma inclinada lleugerament cap a la mar d'uns 3-4 km d'amplada i d'una alçada de 60 metres que va del cap de Ses Salines a Felanitx.

## Flora
La vegetació predominant a la plataforma costanera i al sector de Felanitx són el pinar i el conreu de secà. Però també s'hi conserven alzinars a les obagues dels turons.
En canvi el massís d'Artà té menys mantell vegetal, per mor dels freqüents incendis, però en alguns indrets hi ha bosquina de margalló i alzinars. A més en aquesta zona hi creix un endemisme mallorquí: Galium balearicum, que creix als cimals d'aquesta zona i als de la Serra de Tramuntana.

## Fauna
Hi ha una gran varietat de fauna, hi és abundant el gripau verd, la serp de cogulla, la mostela i gran varietat de rosegadors. Pel que fa a l'avifauna destacarem la presència del xoriguer, l'òliba comuna, el xot eurasiàtic i l'àliga calçada en les zones de conreu i bosc. En canvi, en els llocs costaners del massís d'Artà hi havia la gavina vulgar i el corb marí. També cal remarcar que les nombroses coves marines de la zona acollien, fa uns anys, una notable població de vell marí.